# Subancistrocerus solomonis
Subancistrocerus solomonis är en stekelart som beskrevs av Giordani Soika 1981. Subancistrocerus solomonis ingår i släktet Subancistrocerus och familjen Eumenidae. Utöver nominatformen finns också underarten S. s. gizensis.